# トルストイの民話
レフ・トルストイの民話（НАРОДНЫЕ РАССКАЗЫ）とは、単純な筋に教訓的主張を盛り込んだ、1880年代以後のトルストイの一連の短編である。  
狭義の「トルストイの民話」とは上記作品のうち、1881-1886年に創作された約20編を言う。タイトルは「トルストイの民話」であるが創作童話である（モチーフにロシア民話を使っている作品も存在している）。
しかしその後もトルストイは同様の短編を書いているため、この項目ではそれらも含めて扱う。
（1872,1875年に出版した子供用の教科書（ロシア語版）内にもトルストイは多くの寓話を書いたが、ここではふれない。）
以下の作品の題名は中村白葉訳。

## 民話
人はなんで生きるか   (1881)
最初の民話。話が比較的長い（『イワンのばか』に次ぐ）が、人は愛によって生きるという結論は単純。
愛のあるところに神あり（英語版）    (1885)
『靴屋のマルチン』の題でも知られる。原作はルーベン・サイアン（英語版）の『マルチンおじさん』。人を助ける行為に神がある。
火を粗末にすると － 消せなくなる（英語版）    (1885)
2軒の家族の不和の経過を描く。憎しみからは何も生まれない。
二老人（英語版） (1885)
一人の老人は念願の聖地巡礼をした。もう一人は途中で飢え死にしかけた家族を見つけ、彼らのために旅費を使ってしまい、巡礼をあきらめた。
小娘は老人たちより賢い（英語版）   (1885)
子供のいさかいが大人のけんかになった。先に仲直りしたのは子供だった。幼児のようになれ。
ろうそく (1886)
強欲な農場管理人を暗殺しようと農民らは考える。農民ピョートルはそれに反対する。
二人の兄弟と金貨（英語版）  (1886)
金は世の中の害だ。世の中には金でなく、労働で貢献すべきだ。
悪魔の業は美しく神の業は固い（英語版）   (1886)
悪魔につかれた奴隷が、主人を怒らせようとしたが、主人は怒らない。
イリヤス（英語版）    (1886)
財産は少ないほうが幸福だと、使用人イリヤスが語る。
三人の隠者（英語版）  (1886)
三人の隠者はお祈りを覚えられない。それでもりっぱな宗教者だ。
イワンのばかとそのふたりの兄弟   (1886)
ばかのイワンが王様になった国では、肉体労働と自給自足を貴ぶ。金は無用。
悔い改むる罪人（英語版） (1886)
罪人が死後、ペテロとダビデとヨハネに願い、天国に入れてもらえた。
人にはどれほどの土地がいるか（英語版）  (1886)
人間の限りない欲望を描き、人に必要なものは何かを論じる。
鶏の卵ほどの穀物（英語版） (1886)
昔は穀物が大きく人も健康だったと、自分で働かない現代人を批判する。
小さい悪魔がパンきれのつぐないをした話（英語版）  (1886)
余剰の収穫がある時、それで酒を作る事を悪魔が教え、人を害する。
洗礼の子（英語版）  (1886)
その子は禁断の扉をあけて泥棒を殺した。その罪を償う冒険小説。
作男エメリヤンと空太鼓（英語版）  (1886年作, 1891年スイスで発表)
無理を言う王様をこらしめる。教訓的な内容は少ない。

## 伝説
1887年以降にもトルストイは、民話類似の作品を書いている。ここでは河出書房新社のトルストイ全集の「伝説」の部に収録された作品、および ロシア語版WikiSourceのトルストイの作品のうち、「哲学的および道徳的な物語とたとえ話（Философско-нравоучительные рассказы и притчи）」に分類されたものをあげる。
三人の息子 （たとえ話）   (1889)
幸福になるには人のために働く事だと末の息子が悟る。話の筋のおもしろさは乏しい。
3つの喩え話  (1895)
草刈りのたとえ、食べ物のたとえ、旅のたとえで、トルストイ自身に起こった問題を語る。
河出書房新社のトルストイ全集では第9巻「後期作品集」に収録。
木の皮屋根のついた蜜蜂の巣の異なった二つの歴史  （1900年作, 1912年死後出版）
雄蜂（管理者）と蜜蜂（労働者）それぞれの立場から、蜜蜂の巣の歴史を描く。
河出書房新社のトルストイ全集では第9巻に収録。
地獄の崩壊とその復興 (1903年 イギリスで出版)
現代では真のキリストの教えは忘れられ、にせの教えがはびこっていると主張する。トルストイはロシア正教会から1901年に破門され、正教会を正面から攻撃している。
それはおまえだ  (1903)
賢者の超能力により、暴君が敵の気持ちを知り、人類は同一であると悟る。
アッシリア王アッサルハードン（英語版）    (1903)
アッシリア王は敵と同一になる体験をし、生命は一つだと悟る。
三つの疑問（英語版） (1903)
仕事をするのにもっとも適当な時はいつか。今です。
労働と死と病気（英語版） (1904)
神は人間がよい心を持つように、労働と死と病気を与えた。
石  (1906)
人は自分の小さな罪は忘れてしまうものだ。
この『石』と次の『大熊星』は、独立した作品ではなく、晩年の読書ノート『文読む月日』の一部。
大熊星  (1906)
英語作品からの翻訳。日本では『７つの星』『金のひしゃく』などの題でも知られる。水を欲しがる母親へ娘がひしゃくで水を運ぶ。ところが出会った犬がそれを欲しがり．．
狼    (1909)
ひよこを食べるのが好きな子供が狼に襲われ、食べられる側の恐怖を知る。
河出書房新社のトルストイ全集13巻では「子どものための話」の中に収録。

## 日本のトルストイ全集における民話
日本で出版されたトルストイ全集では、以下の巻に民話が収録されている。
| 1920年 | 春秋社       | トルストイ全集 3    | 村山勇三、飯田敏雄訳 |
| 1930年 | 岩波書店     | トルストイ全集 14   | 中村白葉、米川正夫訳 |
| 1938年 | 中央公論社   | 大トルストイ全集 12 | 原久一郎訳           |
| 1950年 | 創元社       | トルストイ全集 23   | 米川正夫訳           |
| 1964年 | 河出書房新社 | トルストイ全集 13   | 中村白葉訳           |

## 民話のおもな訳者
斎木仙酔 百島冷泉 塚本弘 昇曙夢 飯田敏雄   中村白葉 原久一郎 米川正夫 金子幸彦 北垣信行 小沼文彦 木村浩 藤沼貴 北御門二郎  大橋千明